# 12007 Fermat
12007 Fermat eller 1996 TD7 är en asteroid i huvudbältet som upptäcktes den 11 oktober 1996 av den italiensk-amerikanske astronomen Paul G. Comba vid Prescott-observatoriet. Den är uppkallad efter Pierre de Fermat.